# آویشن زیره‌ای
آویشن زیره‌ای (نام علمی: Thymus herba-barona) نام یک گونه از سرده آویشن است.